# Thảm lót sàn ô tô

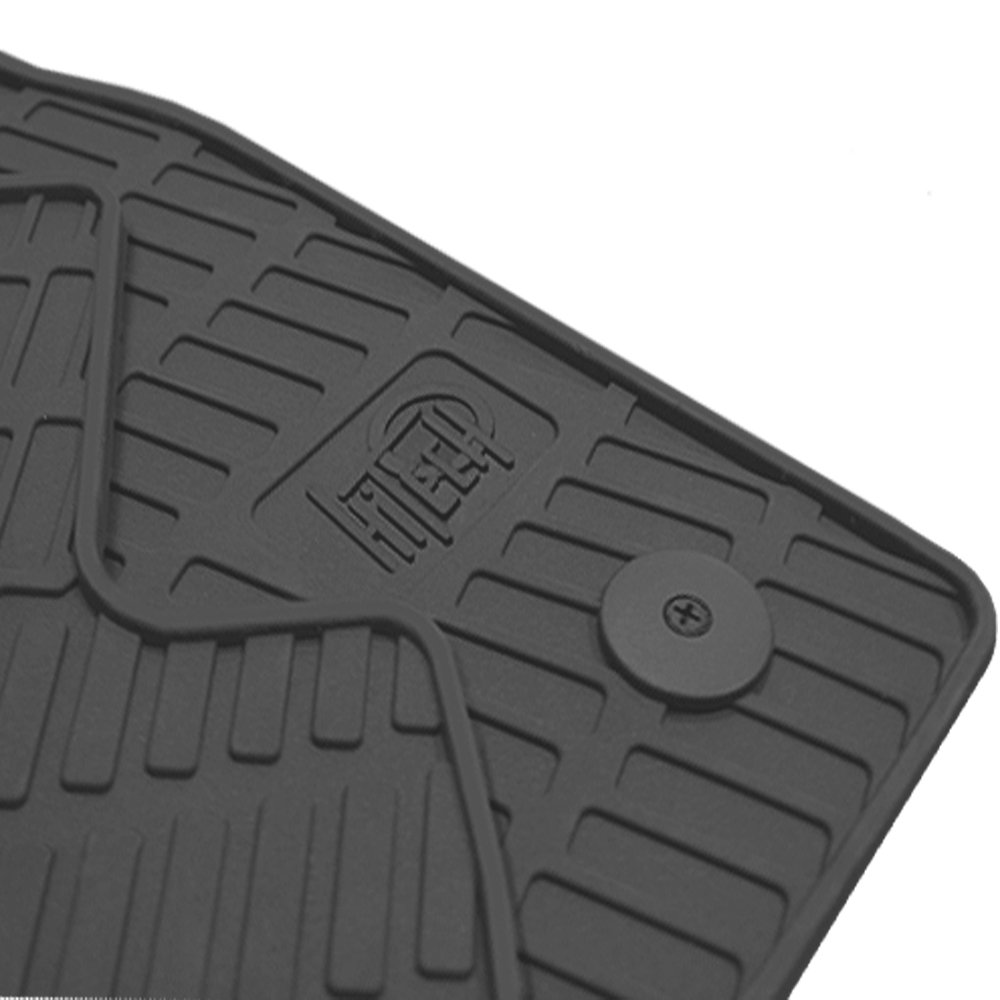
Thảm cao su được thiết kế riêng

Thảm xe (Tiếng Anh: Vehicle mats) hay còn gọi là "thảm lót sàn ô tô" được thiết kế để bảo vệ sàn xe khỏi bụi bẩn, mài mòn và ăn mòn.
Một công dụng chính của thảm xe là giữ cho xe trông sạch sẽ. Hầu hết các tấm thảm có thể dễ dàng tháo rời để vệ sinh và sau đó thay thế. Một số yêu cầu các điểm cố định để đảm bảo chúng vẫn cố định ở vị trí. Thảm thường được coi là không cần thiết đối với các phương tiện được lắp cố định bằng thảm cao su - chẳng hạn như xe thương mại (xe tải, xe tải nhỏ) và một số xe địa hình và xe nông nghiệp.

## Tổng quan

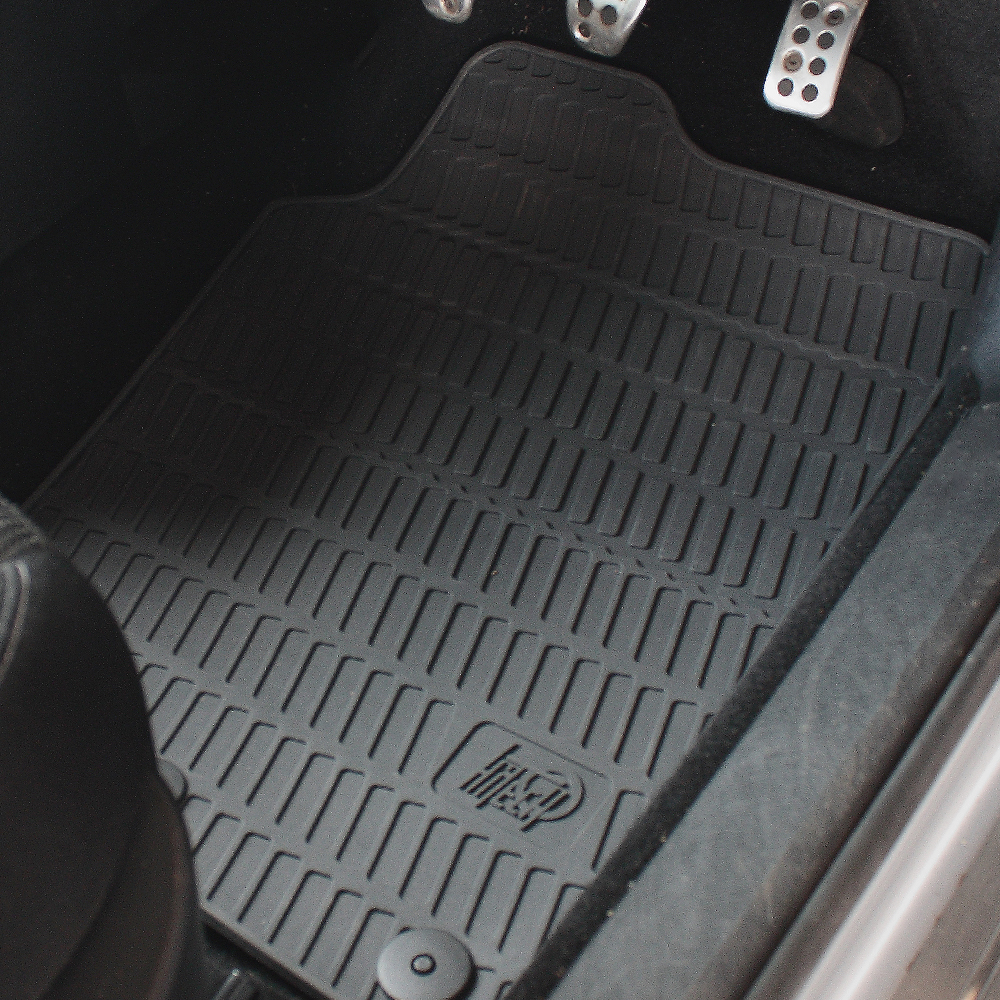
Thảm xe cao su

Thảm xe là một phụ kiện nội thất xe hơi mà các đại lý thường kèm theo khi mua xe. Tuy nhiên, với sự gia tăng của các tổ chức cho thuê và bán hàng thông qua các kênh, một số xe được cung cấp mà không có thảm.
Thảm lót sàn xe có nhiều hình dạng và chất liệu khác nhau. Chúng có thể có gai, rãnh hoặc nắp để bám bụi bẩn và nước và được làm từ cao su tổng hợp (thường được gọi là "vinyl" hoặc "nhựa nhiệt dẻo") hoặc vật liệu dệt.

## Chất liệu

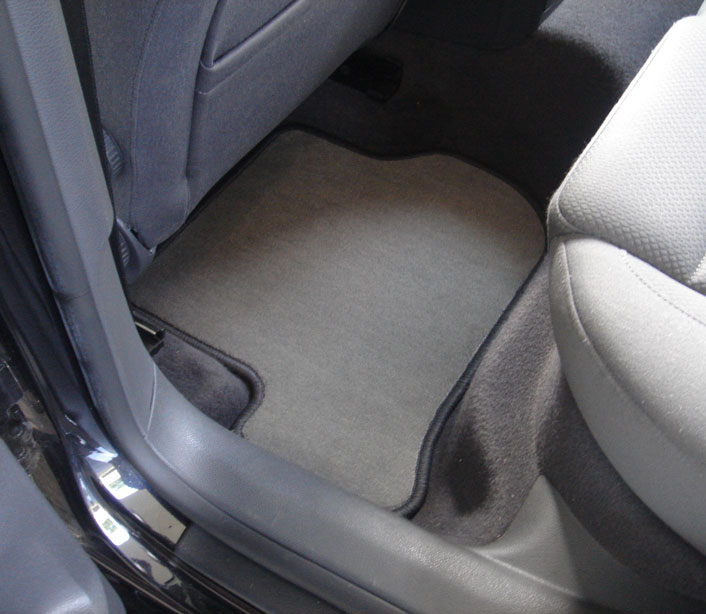
Thảm lót xe ô tô.

Thảm xe thường có hai lựa chọn: cao su hoặc thảm vải. Những vật liệu này khác nhau theo một số cách và mỗi vật liệu có những ưu và nhược điểm khi so sánh với vật liệu còn lại. Ví dụ, thảm trải sàn thường được chần và có lớp nền chống trượt bằng cao su, trong khi thảm cao su có nhiệm vụ nặng hơn và bền hơn.
Ngoài ra, một số thảm xe hơi có màu trơn bằng cao su, trong khi nhiều loại khác có logo công ty có thương hiệu, nhân vật hoạt hình hoặc quảng cáo. Chúng cũng có thể có nhiều màu sắc khác nhau. Hiện nay không ít người dùng lựa chọn thảm lót sàn ô từ chất liệu foam cải tiến bề mặt linh hoạt như tấm thảm tập Yoga nhưng bền hơn, không thấm nước, dễ dàng vệ sinh, không có mùi và thiết kế ôm sát từng form xe.
Thuật ngữ "phổ thông" và "phù hợp tùy chỉnh" phân biệt giữa thảm trải sàn sẽ phù hợp với vô số xe ô tô khác nhau so với những loại được thiết kế đặc biệt để chỉ phù hợp với một khung xe.
Một số kiểu thảm có thể có gai nhỏ, linh hoạt ở mặt dưới để giữ thảm bên dưới. Tuy nhiên, một phương pháp duy trì phổ biến hơn là một hệ thống lắp móc, kẹp hoặc xoắn vào một điểm neo đã được định vị sẵn trên sàn xe. Mỏ neo này thường được cài đặt sẵn bởi OEM nhưng một số nhà sản xuất hậu mãi của thảm "phù hợp tùy chỉnh" cũng cung cấp điều này.
Nhiều loại thảm xe tạm đang trở nên phổ biến hơn, thường là các chất thay thế PVC thân thiện hơn với môi trường.

## Quy định
Thảm ô tô được sản xuất bởi các nhà sản xuất thiết bị gốc phải tuân theo các quy định nghiêm ngặt ở Mỹ, đặc biệt là do các vụ thu hồi thảm xe Toyota gần đây gây nguy hiểm về an toàn. Các yếu tố được điều chỉnh bao gồm thoát mùi, độ bền, hiệu suất ở các mức nhiệt khác nhau, v.v. 
Hệ thống an toàn cũng ngày càng phổ biến trong thảm cao su, ví dụ như một mặt dưới chống trượt và một miếng lót gót chân để tăng độ an toàn và tránh làm mòn sàn xe.

## Thay đổi thị trường
Các nhà sản xuất thiết bị gốc hiện đang bắt đầu phát triển các kênh không OEM để phân phối thảm xe giá rẻ và mở rộng thị trường của họ. Các nhà sản xuất hiện đang đi đầu trong ngành thảm xe. Maxliner, WeatherTech và Husky Liners là một số công ty hàng đầu trong ngành.

## Thu hồi
Vào ngày 26 tháng 9 năm 2007, Toyota đã thu hồi 55.000 bộ thảm lót sàn cao su chịu lực cho các xe Toyota Camry và Lexus ES 350. Những tấm thảm bị thu hồi thuộc loại tùy chọn "phù hợp với mọi thời tiết". NHTSA tuyên bố rằng việc thu hồi là do nguy cơ thảm không an toàn có thể di chuyển về phía trước và gây kẹt chân ga.
Vào ngày 28 tháng 8 năm 2009, một vụ va chạm giữa hai xe hơi đã làm chết bốn người trên chiếc xe ES 350 ở San Diego, California; vụ tai nạn là do Lexus 'đã lắp sai thảm sàn cao su phù hợp với mọi thời tiết dành cho chiếc SUV RX 400h và thực tế là những tấm thảm này không được cố định bằng một trong hai kẹp giữ. Ngoài ra, phần cứng của phanh có dấu hiệu phanh gấp liên tục với bàn đạp ga bị kẹt. Báo cáo của các nhà điều tra cho biết rằng bản lề của bàn đạp ga không cho giải phóng vật cản và bảng điều khiển thì thiếu hướng dẫn cho việc nhấn khẩn cấp trong ba giây của nút bấm khởi động không cần chìa khóa. Các nhà điều tra của NHTSA cũng đã thu hồi được bàn đạp ga của chiếc xe tai nạn khi nó vẫn còn "dính chặt" vào tấm lót sàn của chiếc SUV.